# Opernhaus am Salvatorplatz

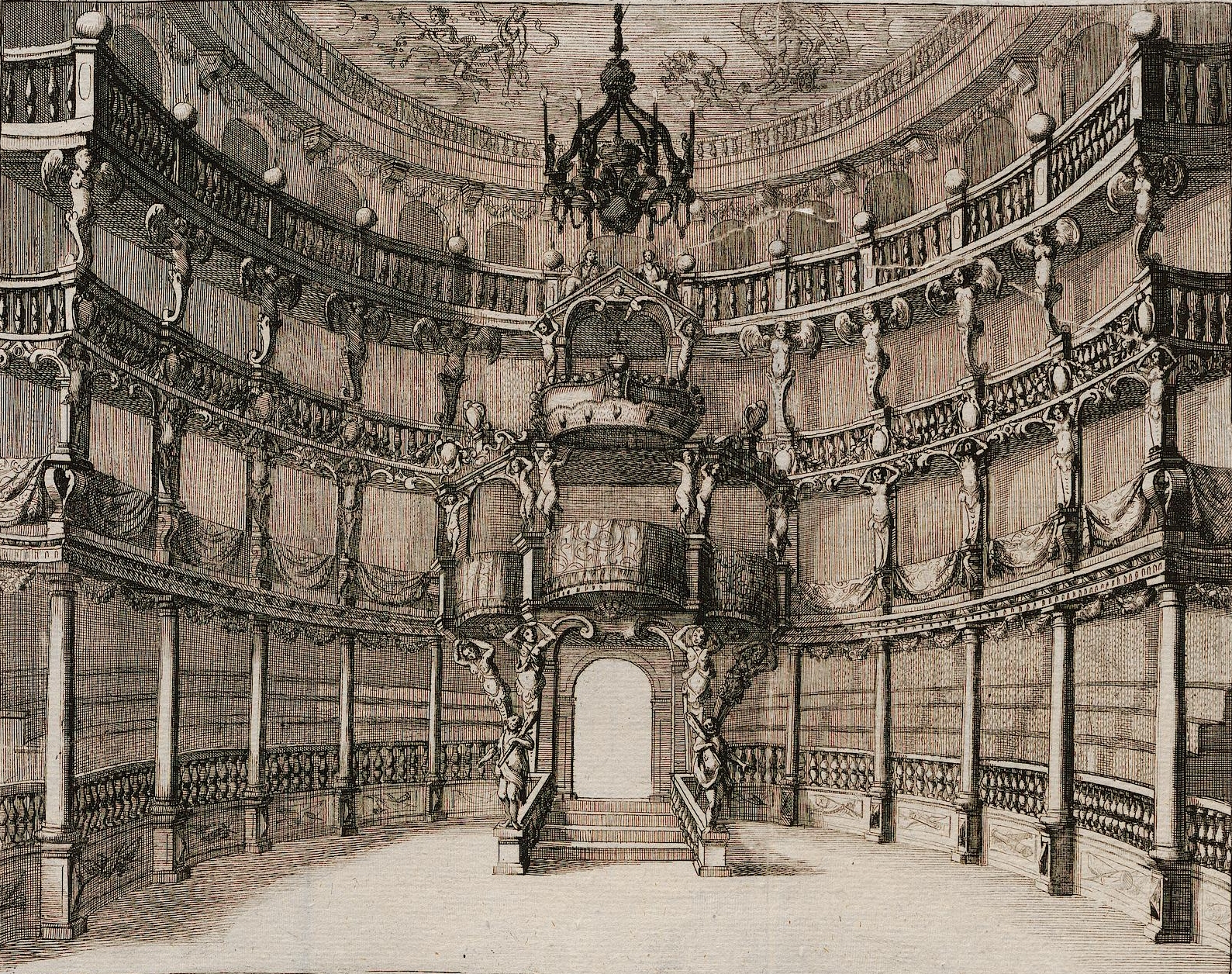
Vnitřní prostor divadla na Salvátorském náměstí

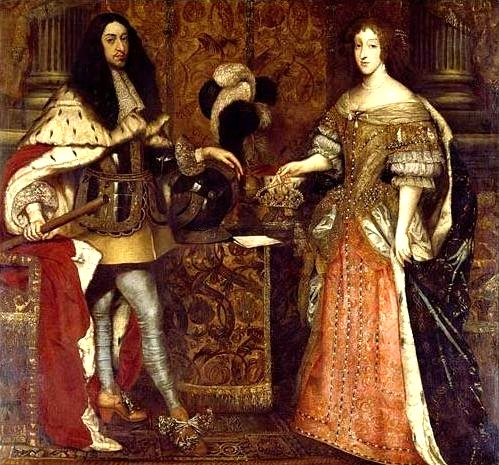
Ferdinand Maria, bavorský vévoda (1636-1679) a jeho manželka princezna Henriette Adelaide von Savoy (1636-1676)

Opernhaus am Salvatorplatz (Operní dům na Salvátorském náměstí) bylo divadlo postavené za vlády bavorského vévody Ferdinanda Marii v Mnichově. Bylo otevřeno roku 1657 a sloužilo jako dvorní opera. Byla to první trvalá operní scéna na území dnešního Německa. Hrálo se v něm do roku 1799 a v roce 1802 bylo zbořeno. Nacházelo se na náměstí Salvatorplatz v dnešní mnichovské čtvrti Altstadt (Staré město).

## Předchozí vývoj
Na počátku 17. století se začala v Evropě vytvářet operní kultura, zejména v Itálii, která vyústila ve výstavbu trvalých operních scén. První z nich byla otevřena jako Teatro San Cassiano v roce 1637 v Benátkách. Také v Německu se na různých knížecích dvorech vyvíjela operní kultura. První, avšak již ztracená německá opera Dafne od Heinricha Schütze byla vytvořena v roce 1627; její premiéra se konala v saském městě Torgau. Se sňatkem vévody Ferdinanda Marii s Henriette Adelheid von Savoy v roce 1652 dorazila s nevěstou k bavorskému dvoru i italská operní kultura. Již před touto svatbou v Mnichově působil dvorní orchestr s většinou italských hudebníků a repertoár byl převážně italský. Řídil jej Giovanni Giacomo Porro, který byl povolán v roce 1635 z Vídně do Mnichova jako dvorní dirigent. Od roku 1637 jsou také zaznamenána operní představení v Herkulově sále mnichovské rezidence (je užíván pro koncerty dodnes) a na hradech Schleißheim a Nymphenburg.

## Budova
Na podnět kněžny Henrietty Adelheid Savojské vznikl za necelé čtyři roky první operní dům v Mnichově na Salvátorském náměstí. V roce 1651 nebo 1654 byla stará sýpka („Haberkasten"), mezi dnešní Prannerstrasse a Salvatorstrasse, přestavěna na operní scénu. Byla to první samostatně stojící operní scéna v Německu. Plány provedl benátský divadelní architekt Francesco Santurini (1627–1682). Na výstavbě se podílel mnichovský architekt Marx Schinnagl.

## Historie operní scény
Působení obdivované nevěsty ze Savojska bylo pro Bavorsko začátkem dodnes brilantní historie opery v Mnichově. Kromě šlechticů ve svém doprovodu a početného služebnictva přizvala Henriette Adelaide ze své italské vlasti do trochu staromódního dvora bavorských Wittelsbachů také skladatele, hudebníky, zpěváky a básníky. Operní dům na Salvátorském náměstí byl slavnostně otevřen při karnevalu 16. ledna 1657 operou Oronte skladatele Johanna Caspara von Kerll a velkolepou baletní inscenací, kterou choreografoval Giovanni Battista Maccioni. Dirigentem (od 20. září 1656) byl sám skladatel Johann Caspar von Kerll. V opeře Oronte zpívali všechny ženské role kastráti. Roli Dorisbe zpíval Bartolomeo Sorlisio a roli Romilda Giovanni Antonio Cavagna. Kromě této opery složil Kerll nejméně čtyři další z celkového počtu asi 25 oper, které se hrály do jeho odstoupení v roce 1674. Všechny se však ztratily a částečně existují pouze libreta. Kerll sloužil do konce roku 1673 jako dirigent, posléze odešel z dvorní služby kvůli neshodám s Italy, kteří rovněž působili u bavorského kurfiřtského dvora. Jeho nástupcem byl od 15. dubna 1674 Ercole Bernabei. Od roku 1687 byl dvorním dirigentem Giuseppe Antonio Bernabei, syn Ercole Bernabeie. Od roku 1715 zastával Pietro Torri funkci dirigenta a hudebního vedoucího komorní hudby na kurfiřtském dvoře a byl tedy zástupcem Barnabeie. Na objednávku kurfiřta pak vznikla každým rokem jedna opera a řada dalších kompozic. U příležitosti svatebních oslav následníka trůnu Karla Albrechta s císařovou dcerou Marií Amálií Habsburskou dostal Torri pověření složit operu Adelaide, která měla premiéru 18. října 1722. Kurfiřt Max Emanuel zemřel v roce 1726 a Karl Albrecht ho následoval na trůnu bavorských Wittelsbachů. Pro tuto příležitost Torri složil alegorickou serenádu La Baviera jako hudební poctu novému vládci. V tomto díle se oslavuje bavorský nárok na císařský trůn a také se představuje sebevědomí dynastie Witelsbachů. Při svém pobytu v Mnichově roku 1728 zpíval slavný kastrát Farinelli sólový part v opeře Nicomede. Hostoval zde znovu v roce 1729 společně s Faustinou Bordoni při uvedení opery Edippo. Když Giuseppe Antonio Bernabei v roce 1732 zemřel, dostal Torri oficiálně místo bavorského dvorního dirigenta.
Dne 12. října 1753 byl operou Catone in Utica, jejímž skladatelem byl Giovanni Battista Ferrandini a libretistou Pietro Metastasio, otevřen nový operní dům v mnichovské rezidenci (dnešní Cuvilliés-Theater), ve kterém se hrály opery pro karnevalovou sezónu. Operní dům na Salvátorském náměstí se pak stal scénou pro operety, balet a později činohru. Přesto se v něm dne 13. ledna 1775 uváděla premiéra opery La finta giardiniera od Wolfganga Amadea Mozarta, a to za přítomnosti kurfiřta Maxmiliána III. Josefa.
V následujících letech budova a jevištní technika stále chátraly. To vyústilo v roce 1799 ve skutečnost, že se v ní přestalo hrát, a v roce 1802 byl tento operní dům zbourán.

## Soupis premiér a nových nastudování
| Titul                                       | Hudba                     | Libreto                   | Premiéra (nebo nové nastudování) |
| ------------------------------------------- | ------------------------- | ------------------------- | -------------------------------- |
| L‘Oronte                                    | Johann Caspar von Kerll   | Giorgio Giacomo Alcaini   | 1657                             |
| Introdizzione per il balletto               | G. B. Maccioni            | Johann Caspar von Kerll?  | 1657                             |
| Applausi festivi                            | Johann Caspar von Kerll?  | G. B. Maccioni            | 28. srpen 1658                   |
| Ardelia                                     | Johann Caspar von Kerll?  | G. B. Maccioni            | 1660                             |
| Erinto                                      | Johann Caspar von Kerll   | Conte P. P. Bissari       | 1661                             |
| Fedra Incoronata                            | Johann Caspar von Kerll   | P. P. Bissari             | 1662                             |
| Antiopa giustificata                        | Johann Caspar von Kerll?  | P. P. Bissari             | 26. Sept. 1662                   |
| L'amor della patria superiore ad ogni altro | Johann Caspar von Kerll?  | F. Sbarra                 | 1665                             |
| Atalanta                                    | Johann Caspar von Kerll?  | R. Pallavicino            | 30. Jan. 1667                    |
| Le pretensioni del Sole                     | Johann Caspar von Kerll   | Domenico Gisberti         | 1667                             |
| Il colori geniali                           | Johann Caspar von Kerll?  | Domenico Gisberti         | 6. Nov. 1669                     |
| Erinto                                      | Johann Caspar von Kerll   | P. P. Bissari             | 1671                             |
| Amor tiranno, overo Regnero innamorato      | Johann Caspar von Kerll?  | Domenico Gisberti         | 31. Okt. 1672                    |
| La conquista del Velo d’oro in Colco        | Ercole Bernabei           | Domenico Gisberti         | 1674                             |
| La fabbrica di corone                       | Ercole Bernabei           | ?                         | 1674                             |
| I portenti dell'indole generosa             | Ercole Bernabei           | Domenico Gisberti         | 1672 [1675?]                     |
| Alvilda in Abo                              | Giuseppe Antonio Bernabei | Ventura Terzago           | 10. Febr. 1678                   |
| Enea in Italia                              | Giuseppe Antonio Bernabei | Ventura Terzago           | 26. Juli 1678                    |
| Ascanio in Alba                             | Giuseppe Antonio Bernabei | Ventura Terzago           | 19. Febr. 1686                   |
| La gloria festeggiante                      | Giuseppe Antonio Bernabei | L. Orlandi                | 18. Jan. 1688                    |
| Diana amante                                | Giuseppe Antonio Bernabei | L. Orlandi                | 26. Febr. 1688                   |
| Il Trionfo d'Imeneo                         | Giuseppe Antonio Bernabei | L. Orlandi                | 22. Nov. 1688                    |
| Il segretto d'amore in petto del savio      | Giuseppe Antonio Bernabei | L. Orlandi                | 7. Feb. 1690                     |
| Edippo                                      | Pietro Torri              | Domenico Lalli            | 22. Okt. 1729                    |
| Il barone di torre forte                    | Josef Willibald Michl     | ?                         | 1. Febr. 1772                    |
| L ́amante deluso                             | Josef Willibald Michl     | ?                         | 27. Nov. 1773                    |
| La finta giardiniera                        | Wolfgang Amadeus Mozart   | Giuseppe Petrosellini (?) | 13. Jan. 1775                    |
| Johann Faust                                | Josef Willibald Michl     | Paul Weidmann             | 16./31. Mai 1776                 |